# Rozum (Asimov)
Rozum (jiným názvem Dedukce, anglicky „Reason“) je vědeckofantastická povídka spisovatele Isaaca Asimova, poprvé vyšla v dubnu 1941 v časopise Astounding Science Fiction. Byla následně zařazena do sbírek  I, Robot (1950), The Complete Robot (1982) a Robot Visions (1990). Česky vyšla např. ve sbírce Robohistorie I.
V této povídce se poprvé představí Gregory Powell s Mikem Donovanem, jedná se v podstatě o vylepšené postavy Turner a Snead z autorovy dřívější povídky „Kruh kolem Slunce“ (anglicky „Ring Around the Sun“).
Donovan a Powell byli půl roku po operaci na Merkuru (v povídce „Hra na honěnou“) posláni na kosmickou stanici. Zde zkompletovali k obsluze energetického konvertoru moderního robota CHTR-1, který však zpochybňuje jejich autoritu a odmítá se podřídit rozkazům. Vytvoří si vlastní náboženství a nevěří logickým argumentům svých zhotovitelů.

## Historie povídky
„Rozum“ je teprve druhou autorovou povídkou o robotech s pozitronickým mozkem. Tou první byla povídka „Robbie“, kterou vytiskl Frederik Pohl v časopise Super Science Stories v září 1940. Následovala povídka „Rozum“, kterou přijal John Wood Campbell 22. listopadu 1940 a která vyšla po malých úpravách v jeho časopisu Astounding Science Fiction v dubnu 1941.

## Postavy
- Gregory Powell
- Michael Donovan
- Franz Muller
- Sam Evans
- robot CHTR-1 „Chytroušek“

## Děj
Dvojice techniků Michael Donovan a Gregory Powell pracuje na kosmické stanici, která vysílá paprskem energii na Zemi. Zařízení obsluhuje skupina robotů, které velí robot CHTR-1 „Chytroušek“ (v anglickém originále QT1 Cutie). Ten byl v dílech dopraven na stanici ze Země a tady jej Powell s Donovanem smontovali. Robot se chová velmi nestandardně, zpochybňuje existenci Země, hvězd a odmítá poslouchat příkazy obou techniků. Jeho argumentem je, že jsou příliš slabí a nevýkonní, takže jej nemohli stvořit. Sám si vytvoří vlastní víru, která je naprosto hluchá k jakýmkoli argumentům. Nepřesvědčí ho ani ukázka, když Powell a Donovan smontují dalšího jednoduššího robota.
Chytroušek se domnívá, že pánem je energetický konvertor stanice a on byl stvořen k tomu, aby nahradil slabé lidské pracovníky. Ti už svou úlohu splnili a on převzal jejich roli. Zakáže jim vstup do řídícího centra a strojovny a uvězní je v jejich místnosti. Situace se zhoršuje s postupující sluneční bouří, která může vychýlit paprsek z jeho dráhy. I malá výchylka by způsobila na Zemi katastrofu, paprsek energie by mohl zasáhnout a spálit obydlené oblasti. Powell a Donovan už se smiřují s jistým odvoláním a zbavením funkce, později však nevycházejí z úžasu. CHTR-1 s týmem robotů, kteří ho poslouchají na slovo bez problémů udržel paprsek ve své dráze.
Technici dojdou ke shodě, že Chytrouška nechají tak. On se postará o vše potřebné na stanici a vzhledem ke své neochvějné víře sloužit pánovi (energetický konvertor) je jisté, že tuto práci bude dělat lépe než kterýkoli člověk.
Powella s Donovanem střídají ve službě Franz Muller a Sam Evans, kteří netuší, co je na kosmické stanici čeká. Greg ani Mike jim to totiž neprozradí.

## Česká vydání
Česky vyšla povídka v následujících sbírkách nebo antologiích:
Pod názvem Rozum:
- Robohistorie I. (Triton, 2004) [3]
- Já, robot

Pod názvem Dedukce:
- Od Heinleina po Aldisse (AFSF, 1994)